# 中川村 (千葉県夷隅郡)
中川村（なかがわむら）は千葉県夷隅郡にかつて存在した村である。

## 地理
- 旧夷隅町、現在のいすみ市の西部に位置する。
- 村には夷隅川が流れている。

## 歴史
村名は村の中央に夷隅川が流れていることに由来する。

### 村域の変遷
- 1889年（明治22年）4月1日 - 町村制施行に伴い、増田村・引田村・大野村・札森村・柿和田村・正立寺村・作田村・八乙女村が合併し夷隅郡中川村が発足。
- 1954年（昭和29年）4月29日 - 国吉町・千町村と合併し夷隅町が発足。同日中川村廃止。

変遷表
| 1868年 以前 | 1868年 以前 | 明治22年 4月1日 | 昭和29年 4月29日 | 平成17年 12月5日 | 現在     |
| ----------- | ----------- | --------------- | ---------------- | ---------------- | -------- |
|             | 増田村      | 中川村          | 夷隅町           | いすみ市         | いすみ市 |
|             | 行川村      | 中川村          | 夷隅町           | いすみ市         | いすみ市 |
|             | 引田村      | 中川村          | 夷隅町           | いすみ市         | いすみ市 |
|             | 大野村      | 中川村          | 夷隅町           | いすみ市         | いすみ市 |
|             | 札森村      | 中川村          | 夷隅町           | いすみ市         | いすみ市 |
|             | 柿和田村    | 中川村          | 夷隅町           | いすみ市         | いすみ市 |
|             | 正立寺村    | 中川村          | 夷隅町           | いすみ市         | いすみ市 |
|             | 作田村      | 中川村          | 夷隅町           | いすみ市         | いすみ市 |
|             | 八乙女村    | 中川村          | 夷隅町           | いすみ市         | いすみ市 |

## 人口・世帯

### 人口
総数 [単位： 人]
| 1891年（明治24年） | 3,008 |
| 1917年（大正 6年） | 3,483 |
| 1934年（昭和 9年） | 2,907 |
| 1954年（昭和29年） | 3,566 |

### 世帯
総数 [単位： 世帯]
| 1934年（昭和 9年） | 526 |
| 1954年（昭和29年） | 650 |

## 交通

### 鉄道
- 日本国有鉄道（ → 東日本旅客鉄道 → いすみ鉄道）
  - ■木原線（ → いすみ線）
    - 上総中川駅